# Municipio de Louisburg (Kansas)
El municipio de Louisburg (en inglés: Louisburg Township) es un municipio ubicado en el condado de Montgomery en el estado estadounidense de Kansas. En el año 2010 tenía una población de 616 habitantes y una densidad poblacional de 3,3 personas por km².

## Geografía
El municipio de Louisburg se encuentra ubicado en las coordenadas 37°19′31″N 95°53′35″O / 37.32528, -95.89306. Según la Oficina del Censo de los Estados Unidos, el municipio tiene una superficie total de 186.49 km², de la cual 183,83 km² corresponden a tierra firme y (1,42 %) 2,65 km² es agua.

## Demografía
Según el censo de 2010, había 616 personas residiendo en el municipio de Louisburg. La densidad de población era de 3,3 hab./km². De los 616 habitantes, el municipio de Louisburg estaba compuesto por el 93,99 % blancos, el 0,32 % eran afroamericanos, el 1,46 % eran amerindios, el 0,16 % eran isleños del Pacífico, el 0,65 % eran de otras razas y el 3,41 % eran de una mezcla de razas. Del total de la población el 1,95 % eran hispanos o latinos de cualquier raza.